# A Dramatic Turn of Events
A Dramatic Turn of Events je jedenácté studiové album americké progresivní metalové skupiny Dream Theater, vydané v roce 2011. Album produkoval John Petrucci a obal alba navrhl Hugh Syme.

## Seznam skladeb
| Pořadí         | Název                      | Hudba                           | Text            | Délka |
| -------------- | -------------------------- | ------------------------------- | --------------- | ----- |
| 1.             | On The Backs of Angels     | Petrucci, Rudess, Myung         | Petrucci        | 8:46  |
| 2.             | Build Me Up, Break Me Down | Petrucci, Rudess, Myung, LaBrie | Petrucci        | 6:59  |
| 3.             | Lost Not Forgotten         | Petrucci, Rudess, Myung, LaBrie | Petrucci        | 10:11 |
| 4.             | This Is the Life           | Petrucci, Rudess                | Petrucci        | 6:57  |
| 5.             | Bridges in the Sky         | Petrucci, Rudess, Myung         | Petrucci        | 11:01 |
| 6.             | Outcry                     | Petrucci, Rudess, Myung         | Petrucci        | 11:24 |
| 7.             | Far from Heaven            | Petrucci, Rudess, LaBrie        | LaBrie          | 3:56  |
| 8.             | Breaking All Illusions     | Petrucci, Rudess, Myung         | Myung, Petrucci | 12:25 |
| 9.             | Beneath the Surface        | Petrucci                        | Petrucci        | 5:26  |
| Celková délka: | Celková délka:             | Celková délka:                  | Celková délka:  | 77:01 |

## Sestava
- James LaBrie – zpěv
- John Petrucci – kytara, doprovodný zpěv
- John Myung – baskytara
- Jordan Rudess – klávesy, kontinua
- Mike Mangini – bicí, perkuse